# 바하주머니생쥐
바하주머니생쥐(Chaetodipus rudinoris)는 주머니생쥐과에 속하는 설치류의 일종이다. 미국 캘리포니아주 남부와 멕시코 바하칼리포르니아주, 칼리포르니아만의 섬에서 발견된다.

## 아종
6종의 아종이 알려져 있다. 몬트세랫주머니생쥐는 1975년(마지막으로 관찰되었다.)에 멸종되었다.
- Chaetodipus rudinoris rudinoris
- Chaetodipus rudinoris extimus
- † 몬트세랫주머니생쥐 (Chaetodipus rudinoris fornicatus)
- Chaetodipus rudinoris hueyi
- Chaetodipus rudinoris knekus
- Chaetodipus rudinoris mesidios